# Mayakóvskoye
Mayakóvskoye (en ruso: Маяковское), conocida de manera oficial hasta 1946 como Nemmersdorf (en alemán: Nemmersdorf, en lituano: Nemirkiemis) es una localidad rural a orillas del río Angrapa que forma parte del distrito de Gúsev en el óblast de Kaliningrado, Rusia.
Hasta 1945 el asentamiento de Nemmersdorf fue parte de la Prusia Oriental alemana y se hizo conocida durante la Segunda Guerra Mundial, el 22 de octubre de 1944 como el sitio del primer crimen de guerra soviético en territorio alemán en contra de los alemanes, en la llamada masacre de Nemmersdorf. 

## Toponimia
El antiguo nombre Nemmersdorf se refiere a los pantanos y ciénagas de la zona (en prusiano antiguo: Nemiršele, lit "pantano no me olvides").
El nombre ruso Mayakóvskoye se formó en honor al poeta soviético Vladímir Mayakovski.

## Geografía
Mayakóvskoye se encuentra a 11 km al suroeste de Gúsev.

## Historia
Un cementerio prehistórico se ha descubierto en la cercanía del pueblo.
Mayakóvskoye se desarrolló como una villa prusiana llamada Nemmersdorf. El primer documento que menciona la localidad tiene fecha de 1515, es un decreto de la Oficina Central de Insterburgo (ahora Cherniajovsk en ruso). En estos tiempos la localidad era parte del reino de Polonia como feudo perteneciente a la Orden Teutónica, y del ducado de Prusia desde 1525.
Desde el siglo XVIII formó parte del reino de Prusia, y desde 1871 hasta 1945 también fue parte de Alemania. En 1878, el pueblo tenía una población de 479 habitantes, predominantemente empleados en la agricultura y la cría de ganado y caballos.
Entre 1874 y 1945 Nemmersdorf fue el principal centro urbano del condado de Nemmersdorf-Gumbinnen en el distrito administrativo de Gumbinnen dentro de la provincia de Prusia Oriental. La municipalidad incluía 13 comunidades rurales incluyendo las villas Kaimelswerder (Maximowka en ruso), Gut Pennacken (Orlovka en ruso) y Waldhaus Nemmersdorf.
El 22 de octubre de 1944 el área fue escenario de la masacre de Nemmersdorf perpetrada por los soldados soviéticos en contra de civiles no combatientes alemanes, y prisioneros de guerra franceses y belgas. Los hechos causaron controversia y se estiman que murieron 74 civiles alemanes y 50 prisioneros de guerra.
Después de la Segunda Guerra Mundial, Nemmersdorf fue administrada por los soviéticos 1946 y recibió el nombre de Mayakóvskoye. Los alemanes nativos del lugar que sobrevivieron, o bien huyeron o fueron formalmente desalojados tras el acuerdo de Potsdam.
En el año 2009, el centro urbano fue incorporado a las 27 villas por la reforma estructural y administrativa de 2009.

## Demografía
En 1910 la localidad contaba con 484 residentes y el número alcanzaba los 637 en 1939. En el pasado la mayoría de la población estaba compuesta por alemanes, pero tras el fin de la Segunda Guerra Mundial fueron expulsados a Alemania y se repobló con rusos.
| Gráfica de evolución de Mayakóvskoye entre 1905 y 2010 |
|                                                        |

## Infraestructura

### Iglesia
La iglesia de piedra de Nemmersdorf fue construida bajo las órdenes de Alberto I de Prusia, pero fue concluida luego de su muerte en 1589. Se trata de una bahía rectangular en cercanías del río Angrapa, con la sacristía orientada al este. En 1769 la iglesia fue renovada con un altar de los talleres de Isaac de Riga.
La iglesia ha sobrevivido a dos guerras mundiales y a pesar de los daños de 1944 la nave fue preservada, ahora con un techo plano aunque la torre desapareció. después de 1945 la construcción sirve a otros propósitos como un centro de negocios. En la década de 1960 fue reconstruida y ahora es un centro cultural y una biblioteca.
Hasta 1945, Nemmersdorf fue principalmente protestante con 30 clerecías Durante el periodo soviético, la vida religiosa fue prohibida, solo en la década de 1990 fue organizada la nueva iglesia evangélica del óblast de Kaliningrado; la parroquia pertenece a la Iglesia Evangélica Luterana de la Rusia Europea.

### Transporte
Hay una conexión ferroviaria a través de la estación de tren de Gúsev, a 12 kilómetros de distancia, en la ruta de Kaliningrado-Chernishevskoye, una sección del antiguo ferrocarril del Este de Prusia.

## Galería

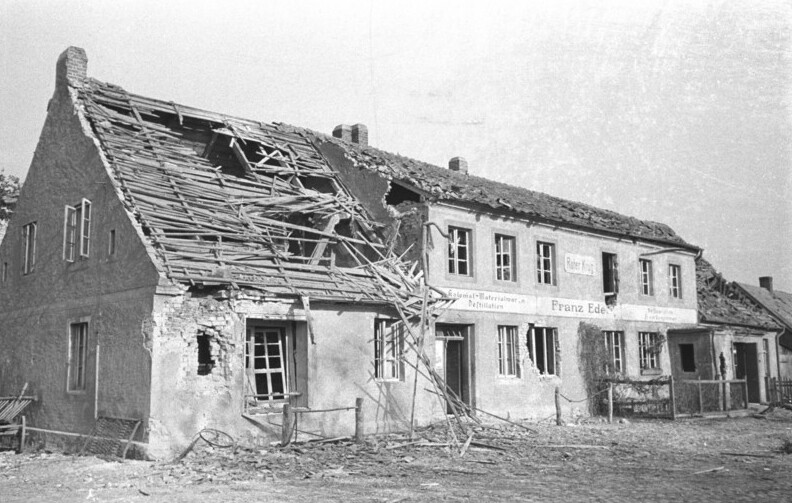
Edificio destruido (octubre de 1944)
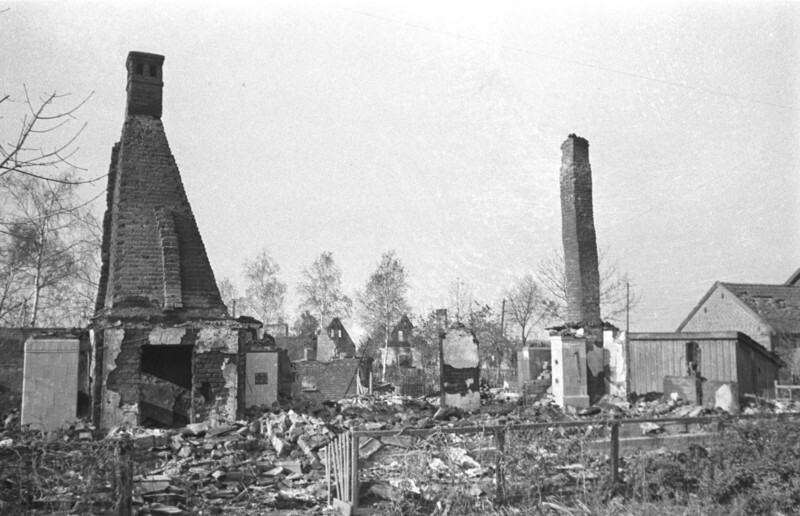
Edificios destruidos en la Segunda Guerra Mundial
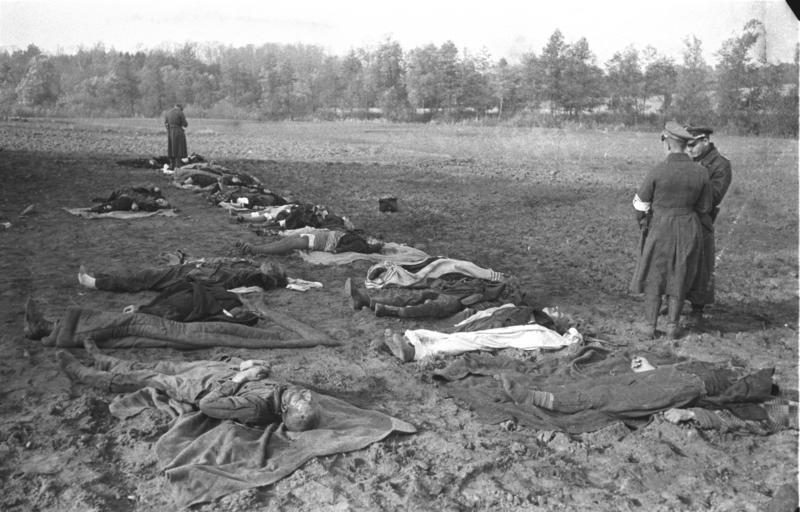
Masacre de Nemmersdorf